# تورم الركبة
انصباب الركبة أو تورم في الركبة (بالعامية ماء الركبة أو الركبة المنتفخة) يحدث عندما تزيد كمية السائل الزلالي ويتراكم في مفصل الركبة أو حوله.
```
هناك العديد من الأسباب الشائعة للتورم، بما في ذلك 
التهاب المفاصل
 وإصابة في 
الأربطة
 أو 
الغضروف
 أو تجمع السوائل في الجراب الزلالي، وهي حالة تعرف باسم التهاب 
جراب أمام الرضفة
.
```

## العلامات والأعراض
تعتمد علامات وأعراض تجمع الماء حول الركبة على سبب الزيادة في السائل الزليلي المتراكم حول المفصل،
وهذه قد تشمل:

### الألم
هشاشة العظام وآلام في الركبة عادة ما تحدث أثناء تحمل العظام للوزن الثقيل، لذلك فإن الآلام تزول عادةً مع الراحة. لايرتبط مقدار الألم بحجم التورم مباشرة، فبعض المرضى يعانون من ألم شديد، في حين أن آخرين لا يشتكون من أي إزعاج حتى إذا كانت إحدى الركبتين متورمة بشكل ملحوظ عن الأخرى.

### التورم
```
قد تبدو ركبة واحدة أكبر من الأخرى، وأيضا قد يظهر بعض الانتفاخ البارز حول الأجزاء العظمية من الركبة بالمقارنة مع الركبة الأخرى.
```

### التيبس
عندما يحتوي مفصل الركبة على سوائل زائدة، قد تصبح حركة الركبة صعبة أو مؤلمة خاصة وقت الثني.
 
قد تظهر السوائل أيضا تحت الركبة عند استقامتها. غالبا مايكون الثلج عنصر مساعد على تقليل التورم بالإضافة أن الحرارة قد تساعد في استرخاء عضلات الركبة.

### الكدمات
إذا كان الفرد قد أصيب مسبقا في الركبة، فإنه قد يلاحظ وجود كدمات على جبهة وجانبي أو خلف الركبة. في هذه الحالة التحميل والضغط على الركبة قد يكون مستحيلا والألم لا يطاق.

## الأسباب
قد تشمل أسباب تورم الركبة: التهاب المفاصل، الإصابة في أربطة الركبة، أو حادث ما
```
حيث أن التورم في هذه الحالات يعتبر ردة فعل طبيعية للجسم بعدالإصابة كنوع من الوقاية عن طريق إحاطة الركبة بكمية من السوائل. ومن الجيد معرفة أن التورم الركبة الطبيعي في معظم الحالات يمكن علاجه بسهولة.
```

بالإضافة أن التورم قد يكون ناتج عن احتمال لوجود مرض عضوي. وتعتمد نوع السوائل الزائدة حول المفصل على الحالة المرضية للمصاب.
الأمراض الكامنة قد تشمل
- التهاب مفاصل الركبة
- التهاب المفاصل الروماتويدي
- العدوى
- النقرس
- الالتهاب الكاذب
- التهاب الجراب أمام الرضفة (الرضفة الجراب)
- الخراجات
- الأورام
- إصابات الإجهاد المتكررة

وجود هشاشة العظام أو المشاركة في الرياضات العنيفة التي تنطوي على الجري السريع والمفاجئ مثل كرة القدم أو التنس، على سبيل المثال — تعني أن الشخص أكثر عرضة للإصابة بتورم في الركبة.
الأشخاص المصابين بزيادة الوزن أو يعانون من السمنة المفرطة أكثر عرضة لزيادة الوزن على الركبة وهذا يسبب المزيد من التآكل في المفاصل. وقد ينتج الجسم مع الوقت سوائل فائضة حول المفاصل.

## التشخيص
الاختبارات التشخيصية تشمل:

### التطلع المشترك
المعروف أيضا باسم بزل المفصل، وهذا الإجراء يشمل سحب السوائل من داخل الركبة للتحليل مثل خلايا البكتيريا وفحص البلورات مثل حمض اليوريك أو بيروفوسفات الكالسيوم وdihydrate ram crystal الموجودة في النقرس أو الالتهاب الكاذب.

### الأشعة

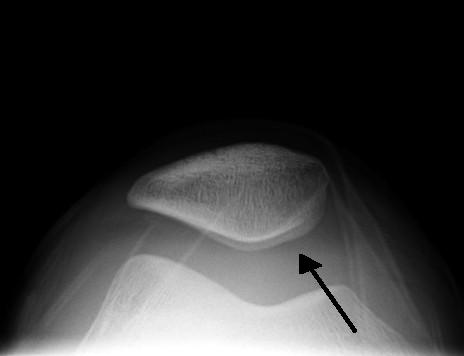
صورة توضح التورم حول الرضفة كما يشير السهم

الأشعة السينية مفيدة للتحقق من أنه لا يوجد أي كسر أو خلع عندما يكون هناك تاريخ للصدمات. علاوة أن الأشعة قد تظهر علامات هشاشة العظام.

### التصوير بالرنين المغناطيسي
التصوير بالرنين المغناطيسي يكشف تشوهات في العظام أو المفاصل في الركبة، مثل تمزق في الأربطة، الأوتار أو الغضروف.

### تحاليل الدم
إذا كانت الركبة متورمة وحمراء ولمستها دافئة بالمقارنة مع الركبة الأخرى، قد يخمن الطبيب وجود التهاب بسبب الروماتيزم أو مثل النقرس، أو جميعها. بالإضافة إلى إرسال عينة من السائل الزلالي إلى المختبر للتحليل، اختبارات الدم قد تطلب تحديد عدد خلايا الدم البيضاء، خلايا الدم الحمراء، معدل الترسيب، وربما مستوى بروتين سي التفاعلي أو حمض اليوريك.

## العلاج
يعتمد علاج السوائل في الركبة على السبب الكامن وراء التورم. التدابير العامة للعلاج التحفظي للحالة مثل الراحة واستخدام الثلج أو الشريط اللاصق
والمسكنات مثل أسيتامينوفين (باراسيتامول) ومضادات الالتهاب غير الستيروئيدية غالبا ما ينصح بها. وينصح أيضاً بأخذ الكيموتربسين، والتربسين وديكلوفيناك.

## اقرأ أيضا
- هشاشة العظام
- روماتزم
- التهاب مفاصل الركبة
- شريط رياضي لاصق
- إحماء (رياضة)